# Костас Казакос
Костас Казакос (грч. Κώστας Καζάκος; Пиргос, 29. мај 1935 — 13. септембар 2022) био је грчки глумац, режисер и политичар.
Био је ожењен познатом глумицом Џени Карези 24 године до њене смрти 1992. године са 60 година. Заједно су глумили у пуно филмова, имали су сина и обоје су били поштовани и вољени глумци. У 1997. години, Костас је се оженио глумицом Џени Џолијом и сада имају троје деце.
Током парламентарних избора у Грчкој 2007. године, био је изабран за грчки парламент као кандидат Комунистичке партије Грчке. Још једанпут је био изабран 2009. године.

## Одабрана филмографија
- Enas delikanis (1963)
- Дело одмазде (1964)
- Меци се не враћају (1967)
- Ифигенија (1977)
- Човек с правим каранфилом (1980)